# Bruno Soriano
Bruno Soriano Llido, noto semplicemente come Bruno (Artana, 12 giugno 1984), è un ex calciatore spagnolo, di ruolo centrocampista.
Detiene il record di presenze in tutte le competizioni con la maglia del Villarreal (418), squadra con la quale ha militato ininterrottamente dal 2004 al 2020.

## Caratteristiche tecniche
Centrocampista centrale di piede mancino, dotato di una buona tecnica individuale, possiede inoltre un'ottima capacità ad impostare il gioco.

## Carriera

### Club

#### Villarreal
Ha fatto il suo esordio il 1º ottobre 2006, partita in cui la sua squadra vinse 2-1 contro il Real Mallorca in trasferta. Da quel momento si alternò tra la prima e la seconda squadra (nella quale aveva giocato in terza divisione fino al 2004).
Dalla stagione 2013-2014 complice l'addio di Senna, diventa ufficialmente il nuovo capitano del Submarino Amarillo.
A causa di un grave infortunio al ginocchio, ha saltato interamente le stagioni 2017-2018, 2018-2019 e la maggior parte di quella 2019-2020. Il 22 giugno 2020 torna in campo nella partita interna pareggiata 2-2 contro il Siviglia, dopo una lunghissima degenza di 1128 giorni.
Il 19 luglio 2020, all’età di 36 anni, si ritira ufficialmente dal calcio.

### Nazionale
Debutta nella nazionale maggiore l'11 agosto 2010, giocando come titolare nell'amichevole disputata contro il Messico.
Viene convocato successivamente per gli Europei 2016 in Francia. Ha debuttato nella competizione continentale il 17 giugno all'età di 32 anni, subentrando al 64º minuto a David Silva nella vittoria per 3-0 contro la Turchia.

## Statistiche

### Presenze e reti nei club
| Stagione            | Squadra             | Campionato          | Campionato | Campionato | Coppe nazionali | Coppe nazionali | Coppe nazionali | Coppe continentali | Coppe continentali | Coppe continentali | Altre coppe | Altre coppe | Altre coppe | Totale | Totale |
| Stagione            | Squadra             | Comp                | Pres       | Reti       | Comp            | Pres            | Reti            | Comp               | Pres               | Reti               | Comp        | Pres        | Reti        | Pres   | Reti   |
| ------------------- | ------------------- | ------------------- | ---------- | ---------- | --------------- | --------------- | --------------- | ------------------ | ------------------ | ------------------ | ----------- | ----------- | ----------- | ------ | ------ |
| 2004-2005           | Villarreal B        | TD                  | 4          | 0          | -               | -               | -               | -                  | -                  | -                  | -           | -           | -           | 4      | 0      |
| 2005-2006           | Villarreal B        | TD                  | 31         | 0          | -               | -               | -               | -                  | -                  | -                  | -           | -           | -           | 31     | 0      |
| 2006-2007           | Villarreal B        | TD                  | 22         | 0          | -               | -               | -               | -                  | -                  | -                  | -           | -           | -           | 22     | 0      |
| Totale Villarreal B | Totale Villarreal B | Totale Villarreal B | 57         | 0          |                 | -               | -               |                    | -                  | -                  |             | -           | -           | 57     | 0      |
| 2006-2007           | Villarreal          | PD                  | 3          | 0          | CR              | 1               | 0               | Int                | 1                  | 0                  | -           | -           | -           | 4      | 0      |
| 2007-2008           | Villarreal          | PD                  | 21         | 0          | CR              | 4               | 1               | CU                 | 6                  | 0                  | -           | -           | -           | 31     | 1      |
| 2008-2009           | Villarreal          | PD                  | 25         | 0          | CR              | 2               | 0               | UCL                | 7                  | 0                  | -           | -           | -           | 34     | 0      |
| 2009-2010           | Villarreal          | PD                  | 33         | 0          | CR              | 4               | 0               | UEL                | 6                  | 0                  | -           | -           | -           | 43     | 0      |
| 2010-2011           | Villarreal          | PD                  | 37         | 0          | CR              | 4               | 0               | UEL                | 15                 | 0                  | -           | -           | -           | 56     | 0      |
| 2011-2012           | Villarreal          | PD                  | 37         | 3          | CR              | 2               | 0               | UCL                | 7                  | 0                  | -           | -           | -           | 46     | 3      |
| 2012-2013           | Villarreal          | SD                  | 36         | 4          | CR              | 1               | 0               | -                  | -                  | -                  | -           | -           | -           | 37     | 4      |
| 2013-2014           | Villarreal          | PD                  | 36         | 6          | CR              | 3               | 0               | -                  | -                  | -                  | -           | -           | -           | 39     | 6      |
| 2014-2015           | Villarreal          | PD                  | 24         | 2          | CR              | 5               | 1               | UEL                | 8                  | 2                  | -           | -           | -           | 37     | 5      |
| 2015-2016           | Villarreal          | PD                  | 31         | 5          | CR              | 2               | 0               | UEL                | 12                 | 2                  | -           | -           | -           | 45     | 7      |
| 2016-2017           | Villarreal          | PD                  | 34         | 4          | CR              | 1               | 0               | UCL+UEL            | 2+8                | 0+1                | -           | -           | -           | 45     | 5      |
| 2017-2018           | Villarreal          | PD                  | -          | -          | CR              | -               | -               | UEL                | -                  | -                  | -           | -           | -           | -      | -      |
| 2018-2019           | Villarreal          | PD                  | -          | -          | CR              | -               | -               | UEL                | -                  | -                  | -           | -           | -           | -      | -      |
| 2019-2020           | Villarreal          | PD                  | 7          | 0          | CR              | 0               | 0               | -                  | -                  | -                  | -           | -           | -           | 7      | 0      |
| Totale Villarreal   | Totale Villarreal   | Totale Villarreal   | 324        | 24         |                 | 29              | 2               |                    | 72                 | 5                  |             | -           | -           | 425    | 31     |
| Totale carriera     | Totale carriera     | Totale carriera     | 381        | 24         |                 | 29              | 2               |                    | 72                 | 5                  |             | -           | -           | 482    | 31     |

### Cronologia presenze e reti in nazionale
| Cronologia completa delle presenze e delle reti in nazionale ― Spagna | Cronologia completa delle presenze e delle reti in nazionale ― Spagna | Cronologia completa delle presenze e delle reti in nazionale ― Spagna | Cronologia completa delle presenze e delle reti in nazionale ― Spagna | Cronologia completa delle presenze e delle reti in nazionale ― Spagna | Cronologia completa delle presenze e delle reti in nazionale ― Spagna | Cronologia completa delle presenze e delle reti in nazionale ― Spagna | Cronologia completa delle presenze e delle reti in nazionale ― Spagna |
| Data                                                                  | Città                                                                 | In casa                                                               | Risultato                                                             | Ospiti                                                                | Competizione                                                          | Reti                                                                  | Note                                                                  |
| --------------------------------------------------------------------- | --------------------------------------------------------------------- | --------------------------------------------------------------------- | --------------------------------------------------------------------- | --------------------------------------------------------------------- | --------------------------------------------------------------------- | --------------------------------------------------------------------- | --------------------------------------------------------------------- |
| 11-8-2010                                                             | Città del Messico                                                     | Messico                                                               | 1 – 1                                                                 | Spagna                                                                | Amichevole                                                            | -                                                                     | 71’                                                                   |
| 4-6-2011                                                              | Foxborough                                                            | Stati Uniti                                                           | 0 – 4                                                                 | Spagna                                                                | Amichevole                                                            | -                                                                     | 46’                                                                   |
| 26-5-2012                                                             | San Gallo                                                             | Spagna                                                                | 2 – 0                                                                 | Serbia                                                                | Amichevole                                                            | -                                                                     | 69’                                                                   |
| 30-5-2012                                                             | Berna                                                                 | Spagna                                                                | 4 – 1                                                                 | Corea del Sud                                                         | Amichevole                                                            | -                                                                     | 65’                                                                   |
| 15-11-2014                                                            | Huelva                                                                | Spagna                                                                | 3 – 0                                                                 | Bielorussia                                                           | Qual. Euro 2016                                                       | -                                                                     | 46’                                                                   |
| 18-11-2014                                                            | Vigo                                                                  | Spagna                                                                | 0 – 1                                                                 | Germania                                                              | Amichevole                                                            | -                                                                     |                                                                       |
| 29-5-2016                                                             | San Gallo                                                             | Spagna                                                                | 3 – 1                                                                 | Bosnia ed Erzegovina                                                  | Amichevole                                                            | -                                                                     |                                                                       |
| 1-6-2016                                                              | Salisburgo                                                            | Spagna                                                                | 6 – 1                                                                 | Corea del Sud                                                         | Amichevole                                                            | -                                                                     |                                                                       |
| 17-6-2016                                                             | Nizza                                                                 | Spagna                                                                | 3 – 0                                                                 | Turchia                                                               | Euro 2016 - 1º turno                                                  | -                                                                     | 64’                                                                   |
| 21-6-2016                                                             | Bordeaux                                                              | Croazia                                                               | 2 – 1                                                                 | Spagna                                                                | Euro 2016 - 1º turno                                                  | -                                                                     | 60’                                                                   |
| Totale                                                                |                                                                       | Presenze                                                              | 10                                                                    |                                                                       | Reti                                                                  | 0                                                                     |                                                                       |